# Tex Gibbons
John Haskell "Tex" Gibbons é um ex-basquetebolista estadunidense que fez parte da equipe que conquistou a Medalha de Ouro nas XI Jogos Olímpicos de Verão realizados em Berlim na Alemanha nazista.

## Carreira
Tex Gibbons jogava no basquete universitário norte-americano pelo Southwestern College de Winfield (Kansas) e após sua graduação atuou por diversas equipes amadoras. Na época que foi selecionado para jogar as Olimpíadas de Berlim estava jogando pelo McPherson Oilers, passou algum tempo ensinando basquete na UCLA e então passou a se dedicar aos negócios de petróleo  na Philips Oil.

## Estatísticas com a Seleção Estadunidense
| Evento      | Idade | Fase    | Resultado     | Data       | Pts |
| ----------- | ----- | ------- | ------------- | ---------- | --- |
| Berlim 1936 | 28    | 2ª Fase | EUA 52X28 EST | 09/08/1936 | 6   |